# Júlia de Còrsega
Júlia de Còrsega o de Cartago (Cartago?, 420 - Còrsega, 450) fou una dona cristiana, morta màrtir. És venerada com a santa per diverses confessions cristianes.

## Hagiografia
Se sap molt poc del cert, de la santa; n'hi ha una Passio del segle vii, molt tardana i farcida de llegendes i fets inversemblants. Probablement, sobre la figura d'una màrtir real, s'han bastit llegendes diferents, ornades de detalls ficticis.
La font més antiga, però, és el relat de Víctor de Vita, bisbe africà del segle v i, per tant, contemporani de Júlia. A la Historia persecutionis Africanae Provinciae, temporibus Geiserici and Hunirici regum Wandalorum narra com Geiseric i els vàndals van conquerir entre 429 i 439 el nord d'Àfrica i mataren els cristians que no volien passar-se a l'arrianisme.
Malgrat aquesta font, alguns estudiosos pensen que era d'origen cartaginès i que moriria a al final del segle iii o començament del IV, i que l'associació amb Còrsega vindria de les relíquies que hi foren portades a l'illa en l'època de la invasió de Geiseric, quan molts cristians ortodoxos marxaren d'Àfrica.

### Versió de Víctor de Vita
Segons Víctor, Júlia era d'una noble família romana, la gens Iulia, nascuda a Cartago, i que s'arruïnà. La noia, que era cristiana, fou venuda com a esclava a un mercader sirià, Eusebi, que la portà amb ell en els seus viatges. En un, naufragaren i arribaren a les costes de Còrsega, on regnava un governador dèspota anomenat Fèlix.
Fèlix, en veure la bellesa de Júlia, demanà al mercader que la vengués, però Eusebi no volgué fer-ho. Fèlix aprofità que el mercader era embriac per segrestar Júlia, a qui prometé la llibertat si feia un sacrifici als déus pagans. Ella, cristiana, s'hi negà i Fèlix, irat, la feu fuetejar i, en continuar negant-s'hi, va fer que fos crucificada.
La mateixa nit, uns monjos de l'illa de Gorgona tingueren en somnis la revelació que Júlia havia estat martiritzada i, embarcant-se, arribaren a la costa, on trobaren la creu on Júlia era morta, clavada de mans i peus. En recuperaren el cos i una carta, escrita "per mans d'àngels" que explicava la mort de la noia; el portaren a Gorgona i el sebolliren.

### Versió corsa
Una tradició de Còrsega diu que Júlia nasqué a Nonza, a l'oest de Capo Corso, al segle iii. Durant les persecucions als cristians del final de segle, en 303, la població fou convidada a festes on havien de fer sacrificis als déus. Júlia no volgué fer-ho i, comminada a abjurar del cristianisme, s'hi negà, essent condemnada a ésser crucificada.
Al peu de la creu on morí, a la mateixa Nonza, sorgí una font d'aigües termals, on es construí una capella.
Altres versions la situen vivint als segles VI o VII, i diuen que fou morta pels musulmans.

## Veneració
La festivitat litúrgica és el 22 de maig, i fou proclamada santa patrona de Còrsega el 5 d'agost de 1809, amb Santa Devota, i patrona de Livorno. Les relíquies foren custodiades a Nonza i, a l'alta edat mitjana, traslladades al monestir benedictí de Gorgona. En 762, l'esposa de Desideri d'Ístria, l'últim rei dels longobards, feu portar les relíquies de Gorgona a l'actual Brescia, on el 763 se li dedicà una església.
Avui, les relíquies estan repartides: dues vèrtebres i part del crani a Nonza; un dit i alguns ossos a Livorno, i la major part a Brescia, a la parròquia de Santa Giulia di Prealpino.

Tríptic de Santa Júlia de Hieronymus Bosch, 1497 (Venècia, Palazzo Ducale)
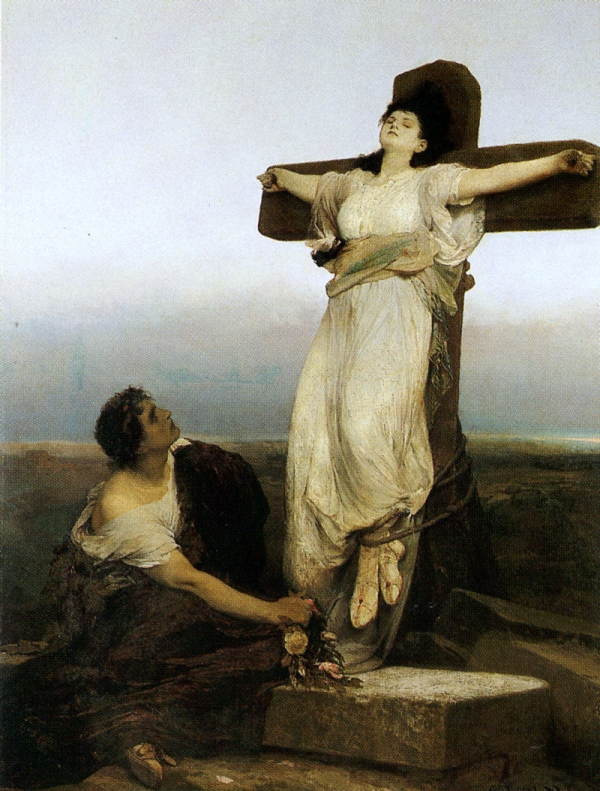
Pintura de Gabriel Max, 1866
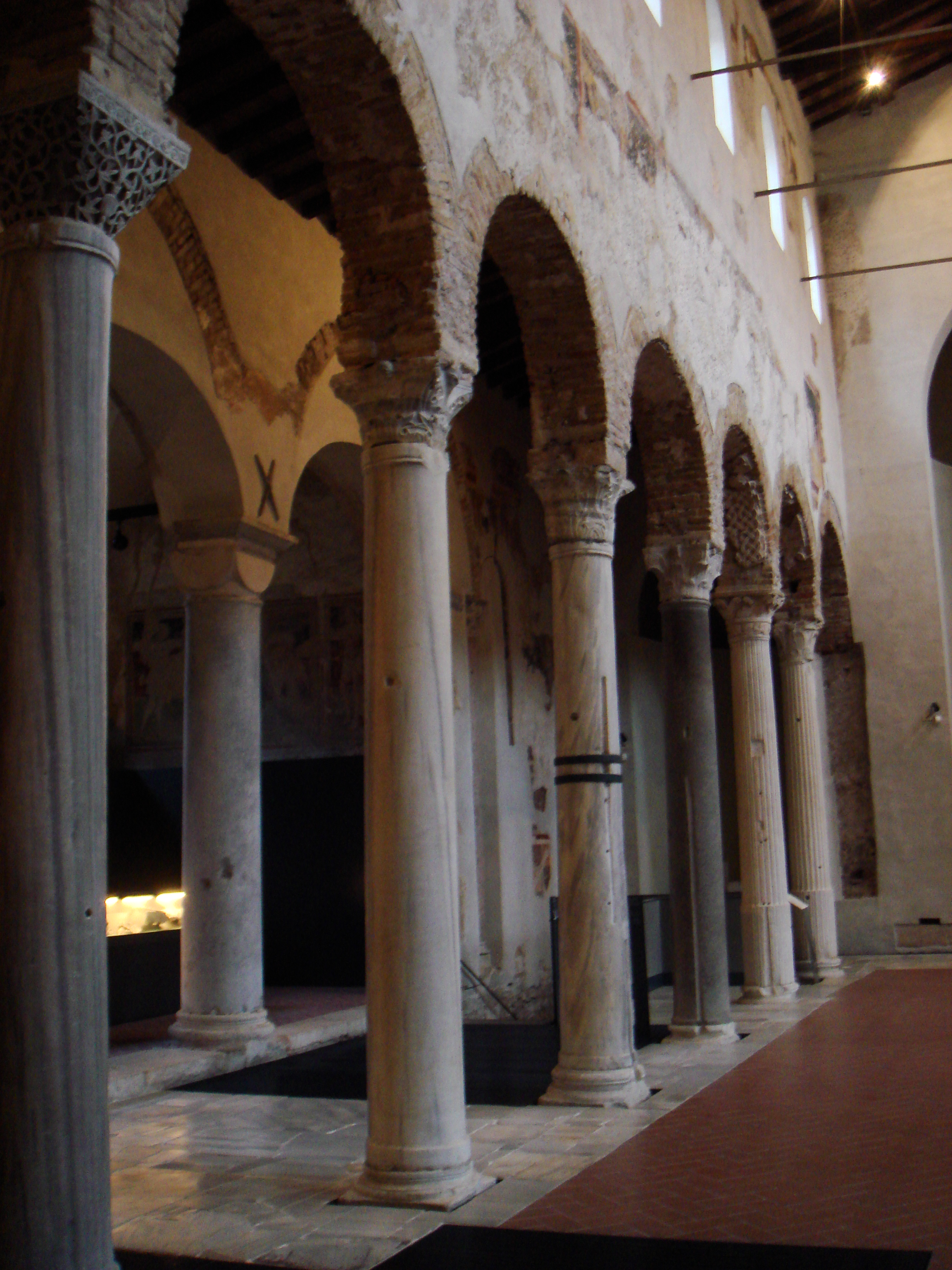
San Salvatore, antic monestir de Santa Giulia (Brescia)
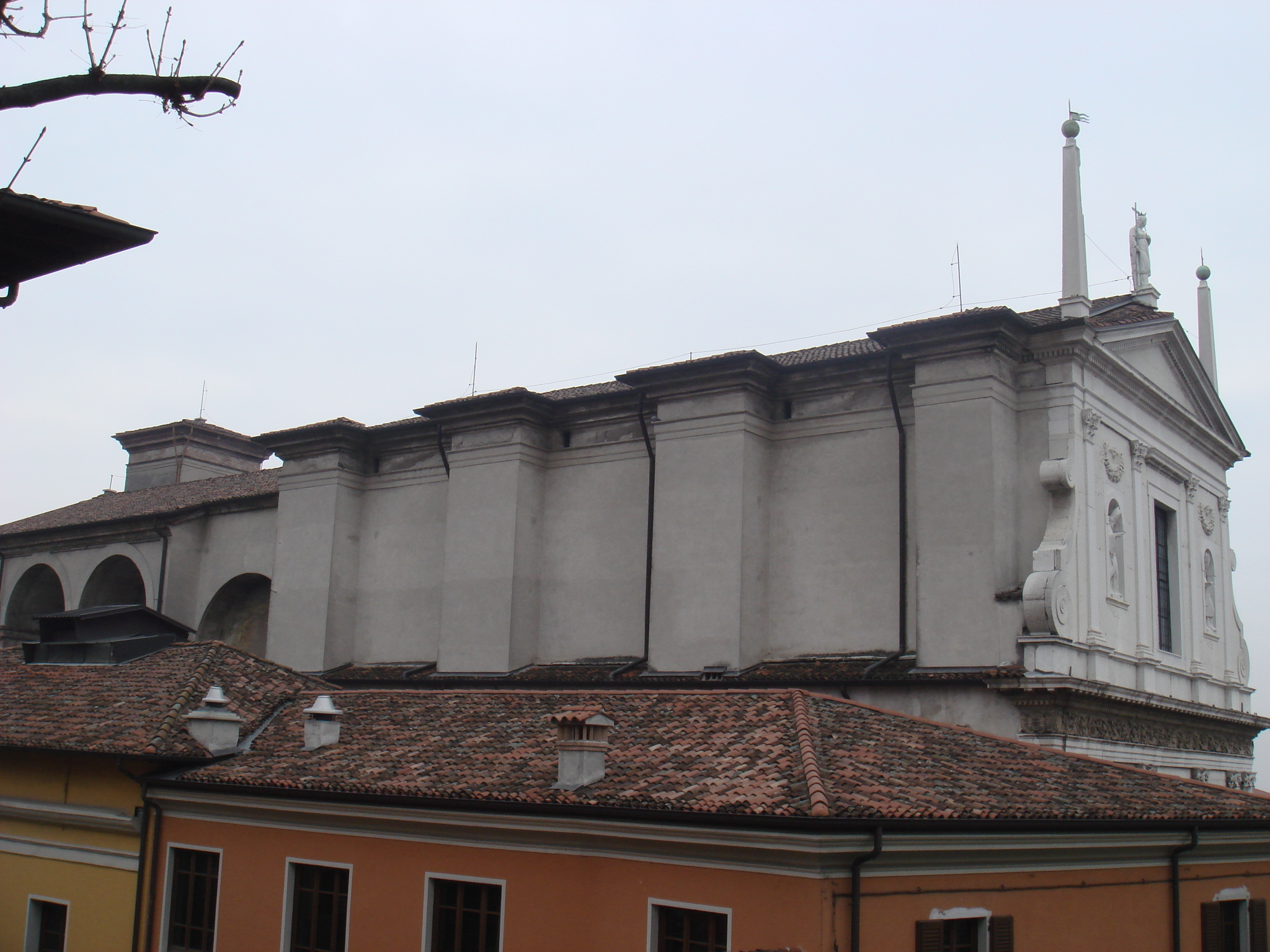
Església de Santa Giulia (Brescia)
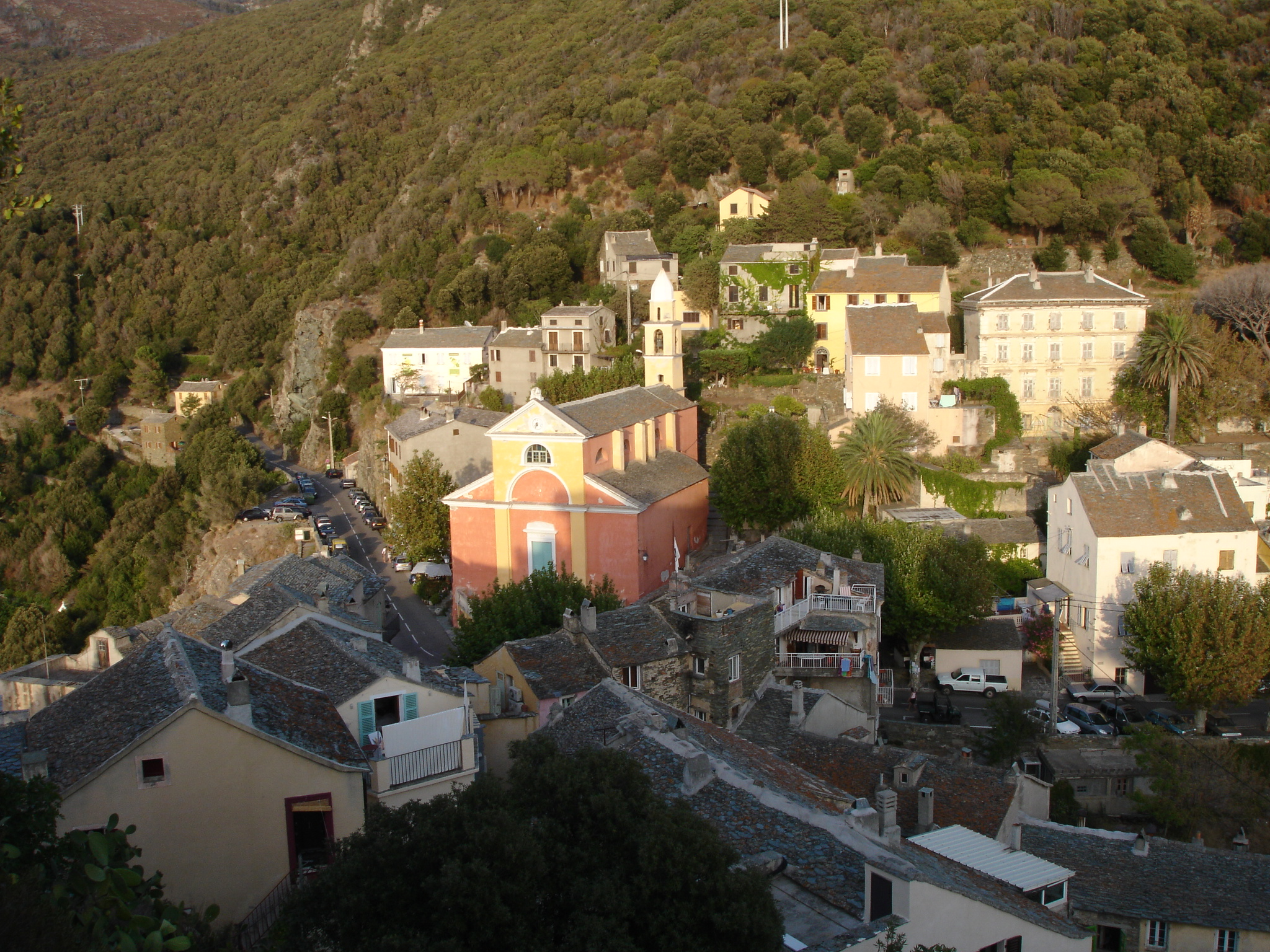
Nonza i la seva església
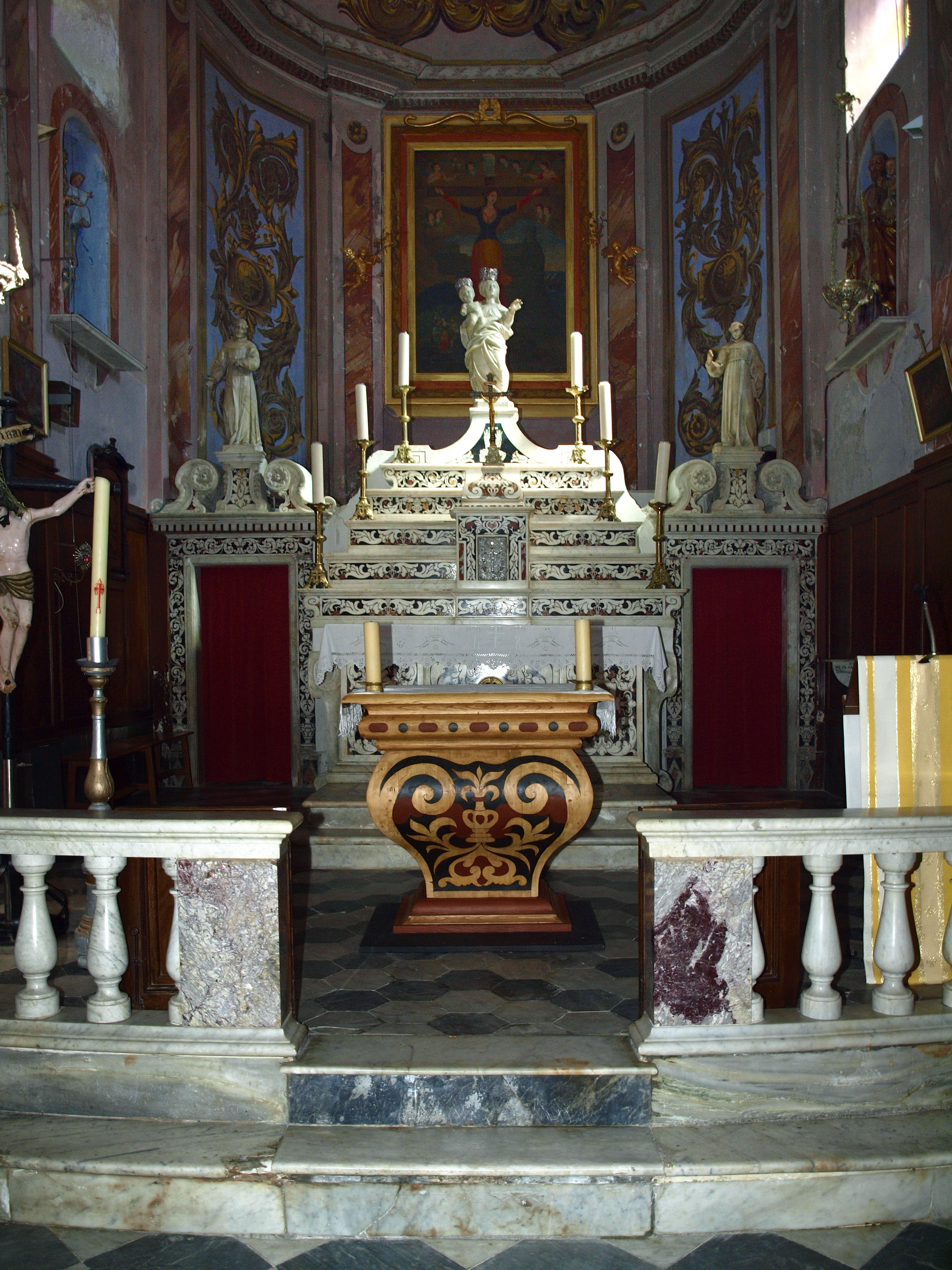
Santa Giulia (Nonza)